# 1990 QZ4
1990 QZ4 är en asteroid i huvudbältet som upptäcktes den 24 augusti 1990 av den amerikanske astronomen Henry E. Holt vid Palomarobservatoriet.
Asteroiden har en diameter på ungefär 21 kilometer.